# Lotus 16

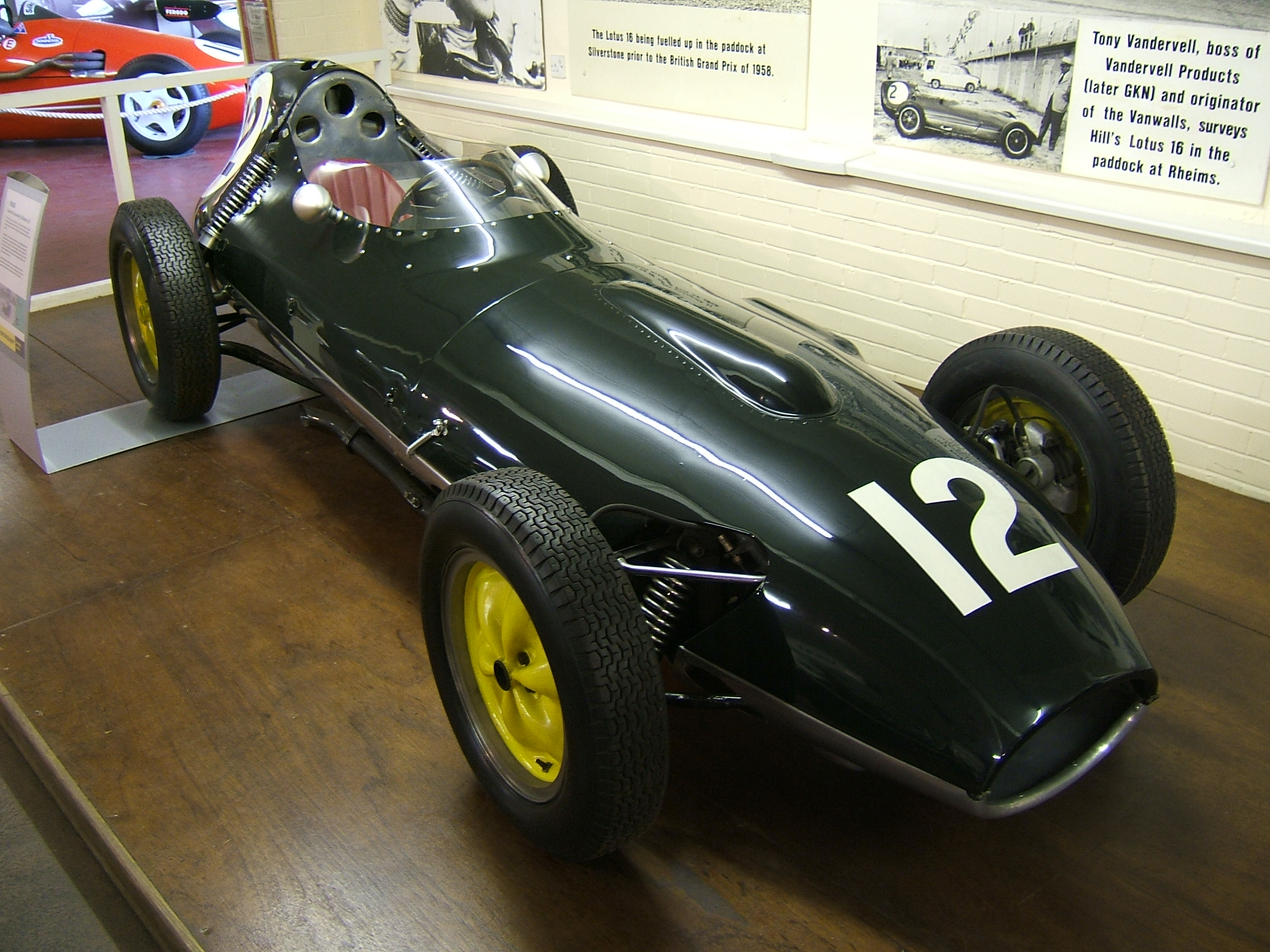
Lotus 16

Der Lotus 16 war ein Monoposto-Rennwagen der 1958 bei Lotus entwickelt und bis 1960 eingesetzt wurde.

## Entwicklungsgeschichte und Technik
Der Lotus 16 war das Nachfolgemodell des Lotus 12 und wurde sowohl als Formel 1, als auch als Formel-2-Rennwagen konzipiert, konstruiert und gebaut. Der 16 war wie sein Vorgänger ein Frontmotor-Rennwagen, aber deutlich ovaler und in seiner Linienform eleganter als der Lotus 12. Der Wagen hatte einen leichten aber sehr fragilen Gitterrohrrahmen. Die Aufhängungen waren baugleich mit denen des Lotus 12. Der von Climax gelieferte 2-Liter-4-Zylinder-FPF-Motor war leicht geneigt eingebaut, um die Frontpartie schmal halten zu können. Die Kraftübertragung lief links entlang des Cockpits. Colin Chapman arbeitete bei der Entwurfsarbeit eng mit Frank Costin zusammen, der für die aerodynamische Aluminiumkarosserie verantwortlich war.

## Renngeschichte
In der Formel 1 gab der Lotus 16 1958 sein Debüt beim Großen Preis von Frankreich mit Graham Hill am Steuer. Hill fiel im Rennen an 33 Runden mit einem überhitzten Motor aus. Das beste Ergebnis 1958 war der sechste Rang von Hill beim Großen Preis von Italien in Monza. Dass die Frontmotor-Technologie im Monopostosport Ende der 1950er-Jahre zu Ende ging, merkte man auch dem 16 an. Bei Lotus arbeitete man längst am ersten Mittelmotor-Rennwagen des Teams, dem Lotus 18. Daher wurde der Wagen 1959 nicht mehr weiterentwickelt. Das beste Ergebnis in der Formel 1 erzielte Innes Ireland mit den vierten Platz beim Großen Preis der Niederlande 1959. Auch in der Formel 2 blieben die Erfolge bescheiden. Nach der Ablöse des 16 durch den Lotus 18 Anfang der Saison 1960, wurden die Werkswagen an Privatfahrer verkauft.